# 吉水州
吉水州，中国古代的州。
元朝元贞元年（1295年）升吉水县置，治所在今江西省吉水县。属吉安路。辖境相当今江西省吉水县一带。明朝洪武二年（1369年），又降为县。